# Харью (футбольный клуб)
Футбольная школа «Харью» Лаагри (эст. Harju Jalgpallikool Laagri), или просто «Харью» — эстонский футбольный клуб из Лаагри. В 2023 году впервые принимает участие в высшем дивизионе Эстонии.

## История
Клуб основан 27 августа 2009 года как футбольная школа. С 2015 года принимал участие в официальных взрослых соревнованиях под эгидой Эстонского футбольного союза — в первом сезоне выступал в четвёртой лиге (шестой дивизион), затем в течение четырёх лет — в третьей лиге, где в 2019 году стал победителем в своей зоне. С 2019 года в течение четырёх сезонов подряд повышался в классе. В 2020 году играл во второй лиге, где занял второе место в зональном турнире и получил повышение в первую лигу Б (третий дивизион). В 2021 году стал вторым в Первой лиге Б, а в 2022 году одержал победу в Первой лиге А. Успехи клуба связаны с именем португальско-швейцарского тренера Виктора да Силва, назначенного главным тренером клуба в 2019 году. Ряд молодых игроков клуба в этот период были приглашены в академии клубов Западной Европы, в частности Карел Мустмаа подписал трёхлетний контракт с португальской «Бенфикой», а Имре Картау перешёл в итальянскую «Венецию».
В 2023 году клуб дебютировал в высшем дивизионе Эстонии. В дебютном матче 3 марта 2023 года уступил действующему чемпиону «Флоре» (0:4).

## Статистика выступлений
| Сезон | Лига          | Место | Команды | Игры | В  | Н | П  | ЗГ  | ПГ | РГ  | Очки | Посещаемость | Брмбардир                           | Кубок Эстонии   | notes                  |
| ----- | ------------- | ----- | ------- | ---- | -- | - | -- | --- | -- | --- | ---- | ------------ | ----------------------------------- | --------------- | ---------------------- |
| 2015  | IV лига       | 5     | 8       | 21   | 11 | 0 | 10 | 52  | 43 | +9  | 33   |              | Кальмар Лийв (13)                   | Первый раунд    | as Harju Jalgpallikool |
| 2016  | III лига      | 7     | 12      | 22   | 10 | 3 | 9  | 71  | 58 | +13 | 33   | 18           | Кен-Глайд Ноол (10)                 | не играл        | as Harju JK Laagri     |
| 2017  | III лига      | 8     | 12      | 22   | 7  | 6 | 9  | 53  | 51 | +2  | 27   | 32           | Кен-Глайд Ноол (26)                 | не играл        | as Harju JK Laagri     |
| 2018  | III лига      | 3     | 12      | 22   | 13 | 2 | 7  | 55  | 42 | +13 | 41   | 29           | Кен-Глайд Ноол (25)                 | не играл        | as Harju JK Laagri     |
| 2019  | III лига      | 1     | 12      | 22   | 18 | 0 | 4  | 60  | 23 | +37 | 54   | 34           | Кен-Глайд Ноол и Эрик Листманн (16) | не играл        | as Harju JK Laagri     |
| 2020  | II лига       | 2     | 14      | 26   | 19 | 2 | 5  | 105 | 41 | +64 | 59   | 59           | Кен-Глайд Ноол (35)                 | не играл        | as Harju JK Laagri     |
| 2021  | Первая лига Б | 2     | 10      | 32   | 20 | 3 | 9  | 88  | 49 | +39 | 63   | 96           | Андре Ярва (27)                     | не играл        | as Harju JK Laagri     |
| 2022  | Первая лига А | 1     | 10      | 36   | 24 | 4 | 8  | 97  | 46 | +51 | 76   | 150          | Андре Ярва (20)                     | Четвёртый раунд | as Harju JK Laagri     |